# Bruno Bushart
Bruno Bernhard Maria Bushart (* 11. September 1919 in Ellwangen (Jagst); † 22. Juni 2012 in Augsburg) war ein deutscher Kunsthistoriker und langjähriger Direktor der Städtischen Kunstsammlungen Augsburg.

## Leben
Nach dem Abitur absolvierte Bushart seinen Wehrdienst im Zweiten Weltkrieg in Italien und geriet dort 1943 in US-amerikanische Kriegsgefangenschaft, in der er als Lehrbeauftragter für Kunstgeschichte an den „Universitäten“ der US-Kriegsgefangenenlager beschäftigt war.
Nach der Entlassung aus der Kriegsgefangenschaft begann Bushart 1946 ein Studium der Fächer Kunstgeschichte, Klassische Archäologie sowie Ur- und Frühgeschichte an der Universität München und legte dort am 19. Juni 1950 seine Promotionsprüfung zum Dr. phil. mit einer Dissertation mit dem Titel Die Stiftskirche zu Ellwangen und ihre Stellung innerhalb der südwestdeutschen Baukunst der staufischen Zeit bei Hans Jantzen summa cum laude ab. Darin beschäftigte er sich mit der Stiftskirche St. Vitus in seiner Geburtsstadt Ellwangen an der Jagst, die auch in späteren Arbeiten immer wieder eine Rolle spielte. Im Anschluss absolvierte er zwischen 1950 und 1952 ein Volontariat beim Bayerischen Landesamt für Denkmalpflege, ehe er sich auf die Geschichte der Malerei spezialisierte und bis 1964 bei der Staatsgalerie Stuttgart tätig war, deren stellvertretender Direktor er zuletzt war.
1964 wurde Bushart zum Direktor der Städtischen Kunstsammlungen Augsburg berufen und behielt diese Funktion bis zu seinem Ruhestand. Daneben war er zwischen 1970 und 1977 zuerst als Lehrbeauftragter und dann als Honorarprofessor für Kunstgeschichte an der Ludwig-Maximilians-Universität München tätig. Des Weiteren hatte er seit 1976 eine weitere Honorarprofessur an der Universität Augsburg inne. 1981 trat er in den Ruhestand. Von 1997 bis 2005 gehörte er dem Stiftungskuratorium der Sammlung für das Schweinfurter Museum Georg Schäfer an, dessen Aufbau er bereits seit 1972 begleitete.
In seinen zahlreichen Veröffentlichungen befasste er sich neben seiner Direktoren- und Lehrtätigkeit insbesondere mit Kirchen, Kapellen, Burgen und Schlössern in Süddeutschland sowie mit Künstlern wie Hans Holbein d. Ä., Meister des Pfullendorfer Altars, Meister des Rohrdorfer Altars, Johann Sigmund Hitzelberger, Balthasar Suiter, Vitus Felix Rigl, Brüder Asam, Franz Joseph Spiegler, Johann Wolfgang Baumgartner, Albrecht Adam und Eustachius Gabriel.

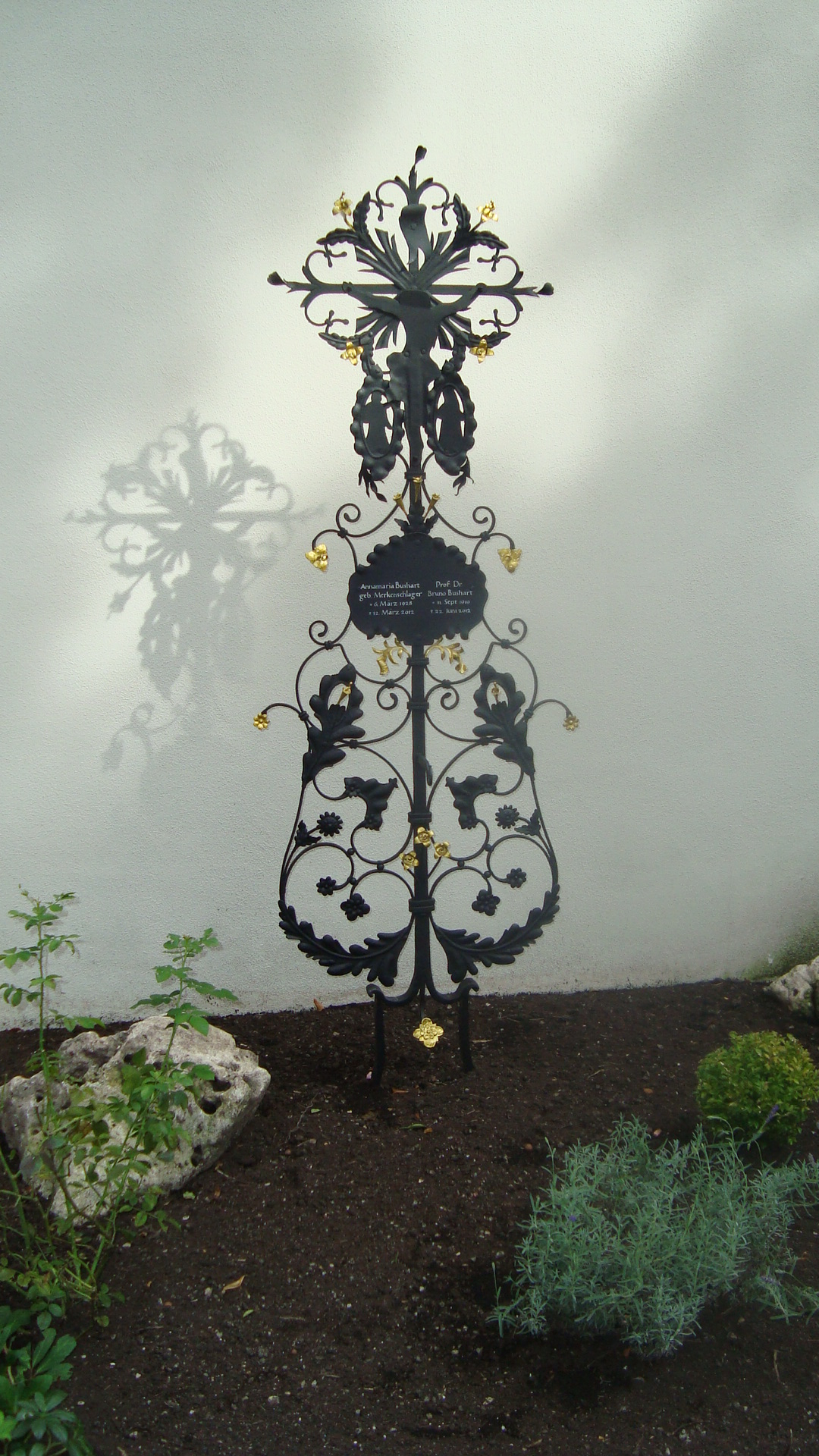
Grabmal von Bruno Bushart (Foto: 2014)

Er engagierte sich als Mitglied der 1949 gegründeten und in Augsburg ansässigen Schwäbischen Forschungsgemeinschaft.
Bushart wurde auf dem Katholischen Hermanfriedhof in Augsburg beigesetzt.
Busharts Tochter Magdalena Bushart (* 1957) ist Professorin am Institut für Geschichte und Kunstgeschichte der TU Berlin.

## Ehrungen
Für seine kulturhistorischen Verdienste wurde ihm am 7. Dezember 1983 von der Universität Augsburg die Ehrendoktorwürde verliehen. Die Laudatio hielt Hanno-Walter Kruft, während Christoph Luitpold Frommel in seinem Festvortrag zum Thema Raffael als Architekt sprach.

## Veröffentlichungen (Auswahl)
- Die Stiftskirche zu Ellwangen und ihre Stellung innerhalb der südwestdeutschen Baukunst der staufischen Zeit, Dissertation, Universität München 1950
- Cistercienserinnenabtei Seligenthal, München 1953
- Stiftskirche Ellwangen, München 1953
- Meisterwerke der Stuttgarter Staatsgalerie, Bad Honnef 1956
- Baden-Württemberg, Bonn 1959
- Hans Holbein der Ältere, Bonn 1965
- Die Basilika zum Heiligen Vitus in Ellwangen, 1966
- Kostbarkeiten aus den Kunstsammlungen der Stadt Augsburg, Augsburg 1967
- Deutsche Malerei des Barock, Königstein im Taunus 1967
- Deutsche Malerei des Rokoko, Königstein im Taunus 1967
- Deutsche Malerei des 17. und 18. Jahrhunderts, Königstein im Taunus 1967
- Der frühe Maulbertsch 1724–1755, in: Schriften des Vereins für Geschichte des Bodensees und seiner Umgebung, 93. Jg. 1975, S. 95–102 (Digitalisat)
- Der Genius Joseph Anton Feuchtmayers, Friedrichshafen 1981
- Kloster Bergen bei Neuburg an der Donau und seine Fresken von Johann Wolfgang Baumgartner, Mitautor Friedrich Kaess, Weissenhorn 1981, ISBN 3-87437-183-2
- Von Wilhelm Leibl bis Lovis Corinth: Pastelle, Aquarelle und Zeichnungen, Schweinfurt 1983
- Cosmas Damian Asam: 1686–1739. Leben u. Werk, München 1986, ISBN 3-7913-0767-3
- Handbuch der deutschen Kunstdenkmäler. Schwaben, Mitautor Georg Paula, 1989, ISBN 3-422-03008-5
- Die Fuggerkapelle bei St. Anna in Augsburg, München 1994, ISBN 3-422-06115-0
- Die Entdeckung der Wirklichkeit: deutsche Malerei und Zeichnung, 1765–1815, Leipzig 2003, ISBN 3-86502-072-0